# César Cascabel
César Cascabel, är en roman från 1890 av den franske författaren Jules Verne. Den utkom på svenska 1891 på Bonniers förlag.

## Handling
César Cascabel och hans familj har tjänat tillräckligt mycket pengar som cirkusartister för att kunna lämna Kalifornien och sjövägen återvända hem till Frankrike. Olyckligtvis tvingas de snart avbryta sin återfärd då alla deras pengar blir stulna. Det enda sätt de skulle kunna fortsätta på är via land åt väster, via Alaska, Berings sund och Sibirien, och så får det bli. 
Längs vägen träffar de ryssen Mr. Sergius och hans kompanjon Kayette, en alaskansk inföding, som bägge förenar sig med familjen på deras väg västerut. Men vad familjen inte vet är att Mr. Sergius bär på en hemlighet som riskerar att försätta dem alla i stor fara när de når den ryska gränsen.